# Kacper Śmiglewski
Kacper Śmiglewski (ur. 7 stycznia 2005) – polski piłkarz występujący na pozycji napastnika w Puszczy Niepołomice do którego jest wypożyczony z Cracovii.

## Kariera klubowa
stan na 25 maja 2025
| Sezon   | Klub     | Kraj   | Rozgrywki   | Mecze | Gole |
| ------- | -------- | ------ | ----------- | ----- | ---- |
| 2022/23 | Cracovia | Polska | Ekstraklasa | 3     | 0    |
| 2023/24 | Cracovia | Polska | Ekstraklasa | 12    | 0    |
| 2024/25 | Cracovia | Polska | Ekstraklasa | 9     | 0    |

### Cracovia
Karierę piłkarską na seniorskim poziomie rozpoczął w sezonie 2022/23 zmieniając w 92 minucie meczu z Widzewem Łódź, Michała Rakoczego. 2 listopada 2023 w 85 minucie strzelił debiutanckiego gola w meczu z Zagłębiem Lubin w ramach Pucharu Polski.

### Puszcza Niepołomice
12 lipca 2025 został wypożyczony na rok do Puszczy Niepołomice .